# Frisonia picticeps
Frisonia picticeps är en bäcksländeart som först beskrevs av Paul E. Hanson 1942.  Frisonia picticeps ingår i släktet Frisonia och familjen rovbäcksländor. Inga underarter finns listade i Catalogue of Life.